# Is It Love
«Is It Love»—en español: «¿Es amor?»— es una canción de la banda estadounidense de pop rock Mr. Mister, publicada en 1986 bajo la compañía RCA Records. Es la tercera pista extraída del álbum Welcome to the Real World, logrando la octava posición en el Billboard Hot 100 en junio de 1986 y fue usada en los créditos finales de la película de 1987 Procedimiento ilegal.

## Lista de pistas[1]
Sencillo de siete pulgadas (7")
1. «Is It Love» - 3:32
2. «32» - 4:37

Sencillo de doce pulgadas (12")
1. «Is It Love» (Dance Mix) - 6:24
2. «Broken Wings» - 5:45
3. «Is It Love» (Dub Mix) - 4:12

## Listas de popularidad
| Lista (1986)                 | Máxima posición |
| ---------------------------- | --------------- |
| Canadian Singles Chart       | 20              |
| German Singles Chart         | 42              |
| Dutch Top 40                 | 32              |
| UK Singles Chart             | 87              |
| US Billboard Hot 100         | 8               |
| US Billboard Top Rock Tracks | 17              |